# Paul Frommer
Paul Robert Frommer (* 17. September 1944 in New York City, New York) ist ein US-amerikanischer Sprachwissenschaftler.
Er ist Professor für Clinical Management Communication an der Marshall School of Business der University of Southern California (USC) und sprachwissenschaftlicher Berater für Lightstorm Entertainment, die Produktionsfirma des Filmregisseurs James Cameron.
Frommer studierte an der University of Rochester und an der University of Southern California; seine Dissertation zur Syntax der persischen Umgangssprache verfasste er bei Bernard Comrie im Jahr 1981.
Von 2005 bis 2008 war er Direktor des Center for Management Communication an der USC.
Frommer hat nach eigenen Angaben fünfzehn Sprachen mehr oder weniger gut gelernt, darunter Hebräisch, Deutsch und Chinesisch, vor allem aber Persisch, über das er auch seine Dissertation schrieb.
Während eines zweijährigen Aufenthalts in Malaysia erlernte er Malaiisch. Allerdings betont Frommer, nur Englisch wirklich fließend sprechen zu können.
Einem größeren Publikum wurde Paul Frommer als Schöpfer der Na’vi-Sprache bekannt, einer Kunstsprache, die er zwischen 2005 und 2006 eigens für den Film Avatar – Aufbruch nach Pandora entwickelte und deren Vokabular er von anfänglich ca. 300 Worten kontinuierlich weiter ausbaut. Bis heute (November 2018) umfasst sie ca. 2400 Worte und eine umfassende Grammatik.
Paul Frommer lebt heute in Los Angeles.

## Schriften
- Frommer, Paul Robert: Postverbal Phenomena in Colloquial Persian Syntax, University of Southern California, 1981
- Edward Finegan, Paul R. Frommer: Looking at Languages: A Workbook in Elementary Linguistics, 1. Auflage Fort Worth, Texas, 1999; 4. Auflage 2008